# Strâmba, Bârzula
Strâmba (în ucraineană Стримба, transliterat: Strîmba) este un sat în comuna Codâma din raionul Bârzula, regiunea Odesa, Ucraina.

## Demografie
Componența lingvistică a localității Strâmba
     Ucraineană (98,68%)
     Alte limbi (0,66%)
Conform recensământului din 2001, majoritatea populației localității Strâmba era vorbitoare de ucraineană (98,68%), existând în minoritate și vorbitori de alte limbi.